# Gherardo della Gherardesca
Gherardo della Gherardesca (1198 – Napoli, 29 ottobre 1268) è stato un politico e militare italiano appartenente alla nobile famiglia dei della Gherardesca. Decimo del suo nome, in seguito fu chiamato "il Vecchio" per distinguerlo dall'omonimo nipote, detto "il Giovane", che divenne signore di Pisa.

## Biografia
Le poche notizie sul suo conto si riferiscono principalmente all'ultimo decennio della sua vita.
Ebbe in moglie Teodora di Monferrato, da cui ebbe tre figli: Bonifazio, Ranieri e Teccia.
Partecipò alla guerra in Sardegna contro il giudicato di Cagliari, divenuto filo-genovese, che cadde con la sua capitale, Santa Igia, nel 1258.  A seguito dello smembramento del territorio giudicale, Gherardo e Ugolino della Gherardesca ne ottennero, per meriti militari, un "terzo", corrispondente alle curatorie del Cixerri, Sulcis, Nora e Decimo (le ultime tre dopo il 1272-1282 passeranno poi in eredità ai figli di Gherardo: Ranieri e Bonifazio e ai loro discendenti fino al 1355).
Più tardi, a partire dal 1261, fu coinvolto nelle guerre tra Pisa e Lucca. Essendo di fazione ghibellina, seguì poi Corradino di Svevia nella sua spedizione in Italia meridionale contro Carlo I d'Angiò, ma venne catturato nella battaglia di Tagliacozzo. Fu decapitato a Napoli il 29 ottobre del 1268.